# Рылов, Олег Владимирович
Олег Владимирович Рылов (13 января 1966) — советский и казахстанский футболист, нападающий и полузащитник, футбольный судья, тренер.

## Биография
Воспитанник павлодарской ДЮСШ № 2. Окончил Павлодарский государственный педагогический институт, факультет физкультуры и спорта (1990).
На взрослом уровне начал выступать в 1984 году в клубе «Трактор» (Павлодар) во второй лиге. В 1987 году провёл один сезон в составе «Алги», затем вернулся в «Трактор». Всего во второй лиге СССР сыграл 220 матчей, забил 53 гола.
После распада СССР продолжил выступать за «Трактор», переименованный вскоре в «Ансат», в высшей лиге Казахстана. В 1992 году стал бронзовым призёром чемпионата и лучшим бомбардиром своего клуба с 16 голами. В 1993 году со своим клубом завоевал чемпионский титул. Однако в 1994 году потерял место в составе павлодарского клуба и провёл сезон в команде первой лиги «Мунайши» (Актау). В 1995 году вернулся в «Ансат» и вошёл в число лучших бомбардиров клуба (8 голов), однако команда на этот раз финишировала только на седьмом месте.
В конце карьеры играл в высшей лиге за «Целинник» и «Восток» и в первой лиге за «Кокше».
Всего в высшей лиге Казахстана сыграл 154 матча и забил 40 голов.
После окончания игровой карьеры некоторое время работал футбольным арбитром. В 2001—2002 годах провёл не менее 14 матчей в высшей лиге Казахстана в качестве главного судьи.
Позднее работал тренером. В 2008 году входил в тренерский штаб клуба высшей лиги «Энергетик-2» (Экибастуз). В 2010-е годы — руководитель и тренер детского футбольного центра «Иртыш» (Павлодар). По состоянию на 2019 год также тренирует команду девочек.